# Albert Geutebrück

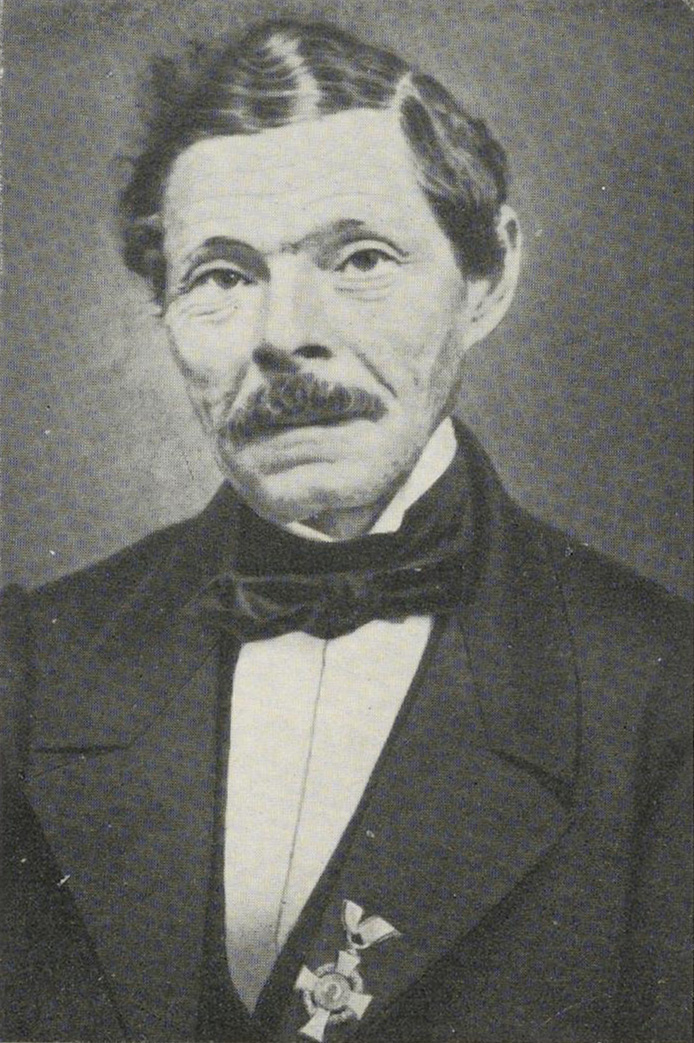
Albert Geutebrück (Porträtfoto 1863)

Albert Geutebrück (* 6. Januar 1801 in Gotha; † 13. März 1868 in Graz, Steiermark) war ein deutscher Architekt des Klassizismus in Leipzig. Seine öffentlichen Großbauten im Stadtzentrum wurden fast alle Opfer der Luftangriffe auf Leipzig im Zweiten Weltkrieg, so dass nur noch wenige seiner Bauwerke erhalten sind.

## Leben und Werk
Albert Geutebrück war eines von fünf Kindern des Gothaer Kammerrentmeisters Johann Gottlob Geutebrück (1762–1837) und der Christiana Augusta Geutebrück, geb. Börner (1776–1836). Sein Großvater war Carl August Geutebrück (1726–1788), ein kurfürstlich Mainzischer Kommerzienrat und Amtmann zu Tonna und Georgenthal. 1804 zog die Familie ins thüringische Altenburg, damals Provinzstadt des Herzogtums Sachsen-Gotha-Altenburg. Sein Vater hatte dort in der Landesverwaltung das Amt des Kammer-Vize-Präsidenten inne.
1818 schrieb er sich an der Universität Leipzig für die Fächer Jura und Philosophie ein, folgte aber kurz darauf seinen künstlerischen Neigungen und lernte an der Leipziger Kunstakademie. Sein Lehrer war hier Carl August Benjamin Siegel (1757–1832), dessen Nachfolge er 1823 antrat. Im gleichen Jahr heiratete er Emilie Marianne Schönherr (1799–1871). Aus der Verbindung gingen fünf Kinder hervor, eine Tochter und vier Söhne. 1823 wurde er Lehrer und Leiter der Abteilung für Baukunst an der Leipziger Kunstakademie, der später eigenständigen Königlich-Sächsischen Baugewerkenschule, die 1838 als Bildungsinstitut für Architekten und technische Bauberufe zunächst in die Pleißenburg einzog. Deren erster Direktor war Geutebrück von 1838 bis 1863. Albert Geutebrück war außerdem Universitätsbaumeister und zeitweise von 1827 bis 1848 Stadtbaudirektor in Leipzig.
Das erste Bauwerk von Geutebrück in Leipzig entstand im Auftrag von Johann Heinrich Sander an der Stelle der 1825 abgerissenen Rannischen Badestube. Nach dem einstigen Vorbesitzer des Geländes im 16. Jahrhundert, Tiburtius Blumenberg, nannte man das Haus Großer Blumenberg. Das 1832 fertiggestellte Wohn- und Geschäftshaus mit Putzquaderung der Fassade im Erdgeschossbereich, durch vier Pilaster gegliedertem Mittelrisalit mit korinthischen Kapitellen, Dreiecksgiebel und Tympanon hatte im Hof eine zweigeschossige Remise (ausgeführt als Fachwerkbau), die auch von Geutebrück entworfen worden war. Unverkennbar ist die große Ähnlichkeit des Hauses Großer Blumenberg mit dem Entwurf Geutebrücks für das ein paar Jahre später vollendete Augusteum. Selbst die Abänderungen an der Fassadengestaltung des Augusteums entsprechend dem Vorschlag von Karl Friedrich Schinkel (1781–1841) können diesen Eindruck nicht verwischen.
Aus der frühen Schaffenszeit Geutebrücks stammt auch das 1833/34 für die Leipziger Schützengilde errichtete Schützenhaus. Augenfällig ist auch bei diesem Bau die gestalterische Nähe zur Fassadenfront des Augusteums, wobei offenbar der Schinkelsche Fassadenentwurf für das Augusteum Pate stand. Zu diesem Zeitpunkt lag Geutebrück Schinkels Abänderungsvorschlag schon vor, den er wohl wegen seiner allgemeinen Akzeptanz auch auf die Fassadengestaltung des Schützenhauses übertragen hat. Die Gliederung der Mittelrisalite beider Bauten ist jedenfalls fast zum Verwechseln ähnlich. Auch die Formen der Dreiecksgiebel sind kaum voneinander zu unterscheiden. Man kann angesichts dessen das Schützenhaus nicht nur als Vorläufer, sondern als eine etwas in der Länge gestutzte Variante des Augustuems betrachten. Das Schützenhaus wurde ab den 1860er Jahren Teil des Komplexes des Kristallpalastes. Es bildete seine südliche Vorderfront an der Wintergartenstraße. Wie der ganze Komplex wurde auch das Schützenhaus beim Luftangriff am 4. Dezember 1943 in Schutt und Asche gelegt.
Die beiden bedeutendsten Bauwerke Geutebrücks befanden sich am Leipziger Augustusplatz. Zuerst entstand das 1831 bis 1836 errichtete Hauptgebäude der Universität Leipzig, nach dem sächsischen König Friedrich August I. (1750–1827) Augusteum genannt. Die Fassade des Augusteums beruht jedoch auf einem Vorschlag von Karl Friedrich Schinkel, dem der Entwurf Geutebrücks zur Begutachtung vorgelegt wurde. Das Gebäude wurde 1893 bis 1897 durch Arwed Roßbach (1844–1902) tiefgreifend umgestaltet; nach der Zerstörung im Zweiten Weltkrieg wurde die Ruine abgebrochen. Geutebrücks Aula der Universität galt als einer der schönsten Innenräume Leipzigs.
Schräg gegenüber am selben Platz errichtete Albert Geutebrück anschließend in den Jahren 1836 bis 1838 das Neue Postgebäude (→ Hauptpost), ein langgestrecktes Bauwerk mit klassizistischem Säulenportikus. Die Erstentwürfe des Gebäudes stammten von dem Dresdner Architekten Woldemar Hermann (1807–1878), der diese 1835 für den Leipziger Buchhändler Wilhelm Ambrosius Barth (1790–1851) kostenfrei erstellte. Dieser wiederum reichte sie im Ministerium ein und überließ sie ohne Abstimmung mit Hermann dem Stadtbaudirektor Geutebrück zur Realisierung. Auch die Neue Post wurde von 1881 bis 1884 nach den Plänen von Paul Richter (1859–1944) tiefgreifend umgebaut und im Zweiten Weltkrieg zerstört. Durch die Bauten Geutebrücks wurden die städtebaulichen Konturen des von Johann Carl Friedrich Dauthe (1746–1816) angelegten Augustusplatzes geschaffen, der einst als einer der schönsten Plätze Deutschlands galt.
Das Gebäude für die Deutsche Buchhändlerbörse in der Ritterstraße 12 an der Nikolaikirche aus den Jahren 1834/1836 wurde ebenfalls im Zweiten Weltkrieg zerstört. Erhalten geblieben sind lediglich das stattliche Bürgerhaus Großer Blumenberg (1826/1832) am Richard-Wagner-Platz und das spätklassizistische, 1860 bis 1861 erbaute Königliche Palais (Goethestraße 7 / Ritterstraße 26), das als Unterkunft für den sächsischen König diente, der zugleich Landesherr und oberster Rektor der Universität Leipzig war. Das Gebäude weist bereits stilistische Elemente der Neorenaissance auf.
Zwischen der Stadt Leipzig und dem als sensibel geltenden Geutebrück kam nie ein ausgesprochen gutes Verhältnis zustande. Bezeichnenderweise hatte Geutebrück darauf verzichtet, die Leipziger Bürgerschaft zu beantragen. Die sich häufenden Auseinandersetzungen mit der Stadt rührten aus dem recht dürftigen Salär her, wobei Geutebrück zusätzliche Aufgaben – wie die des Brandschutzinspektors – nicht angerechnet wurden. Nur durch seine Aufträge als gefragter Privatarchitekt hatte er genügend Einkünfte.
Unmittelbar nach seiner Pensionierung als Direktor der Baugewerkeschule verließ er zusammen mit seiner Familie die Stadt für immer in Richtung Österreich, wo er in Graz, dem Wohnort seines Sohnes Ernst Geutebrück (* 1826), im Alter von 67 Jahren verstarb. Zwei Tage nach seinem Tod wurde er am 15. März 1868 auf dem evangelischen Friedhof St. Peter von Graz beigesetzt.

Bauten von Albert Geutebrück
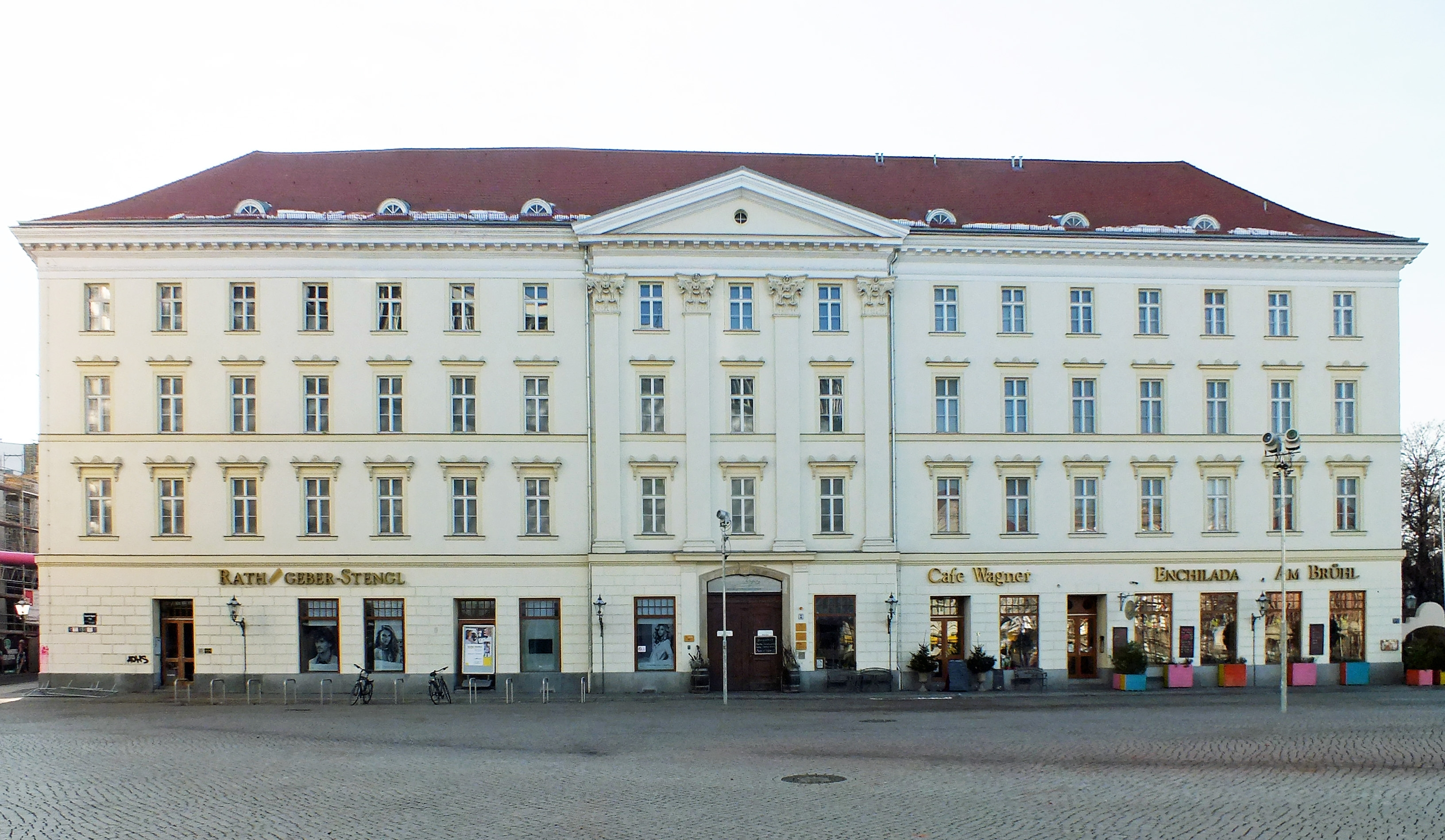
Großer Blumenberg, Ansicht vom Richard-Wagner-Platz (2015)
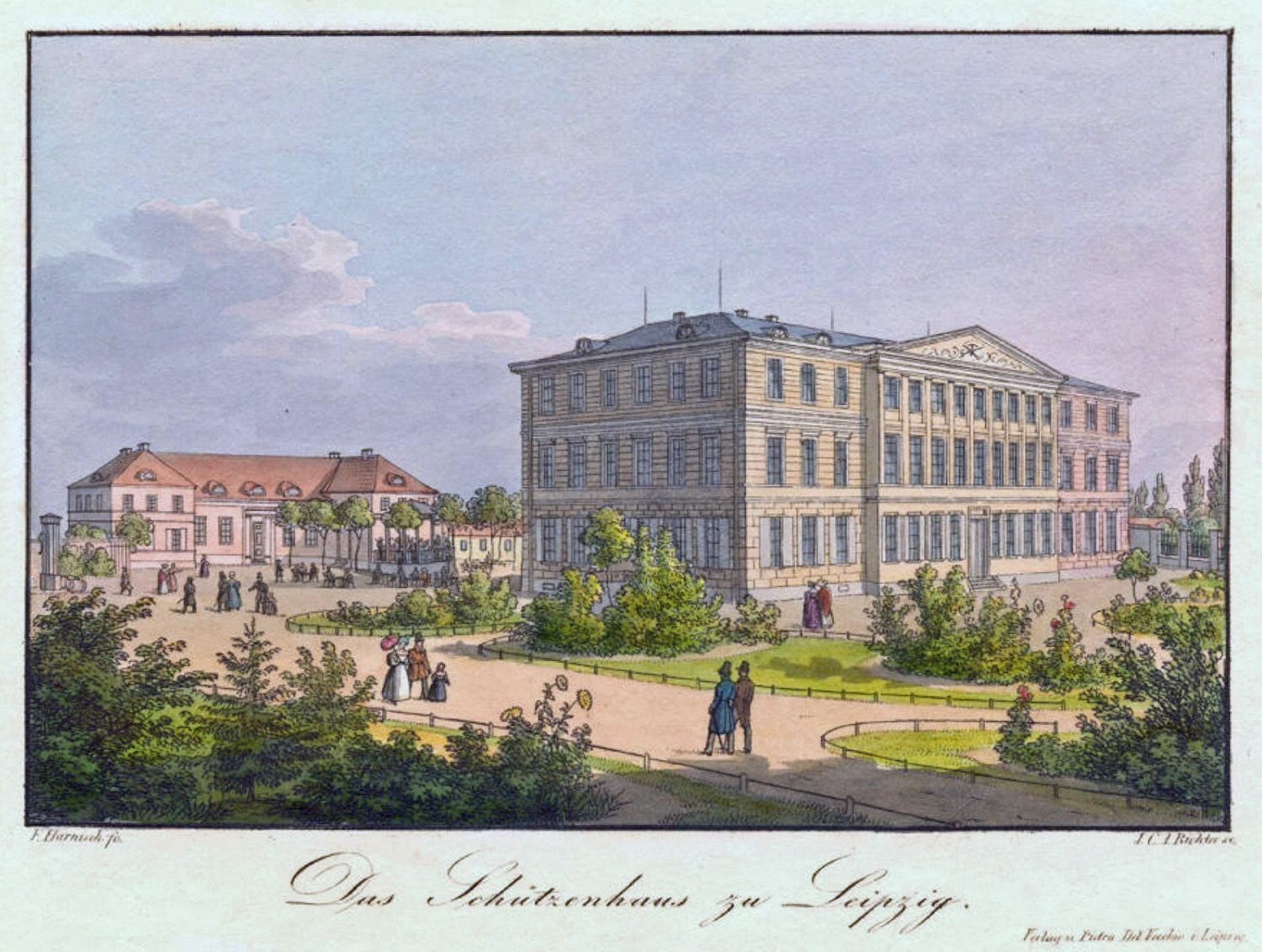
Schützenhaus, später Vorderfront des Kristallpalastes in der Wintergartenstraße (1835)
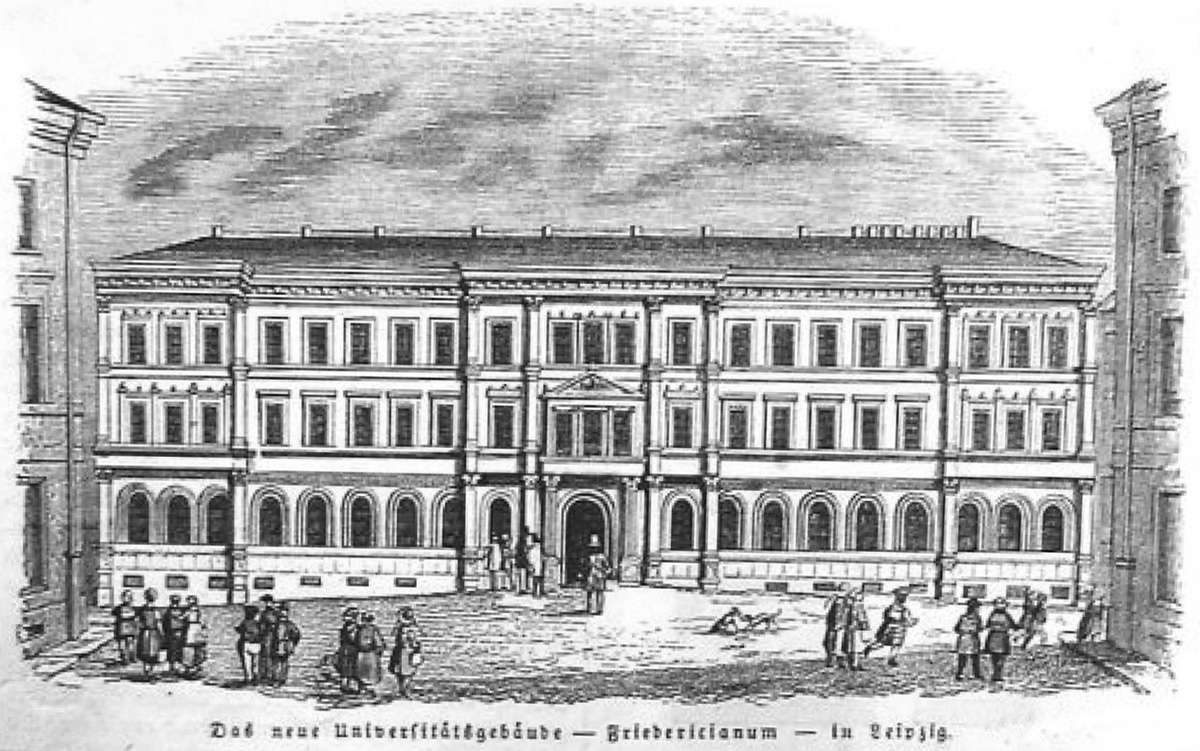
Fridericianum in Leipzig, Sitz des Chemikums der Universität Leipzig und des Antikenmuseums (1848)
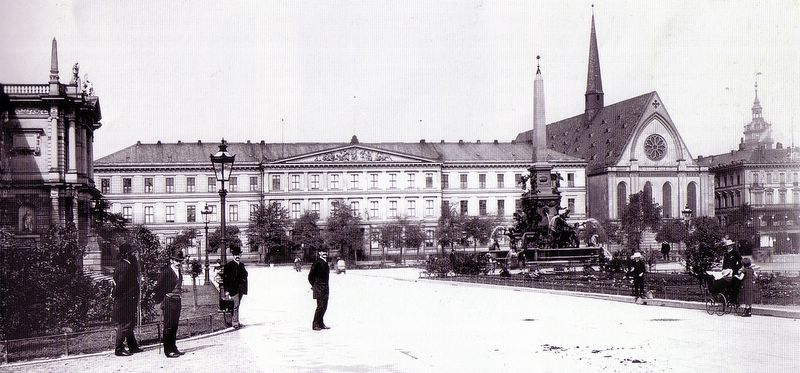
Augusteum vor dem Umbau, rechts daneben die Paulinerkirche (um 1890)
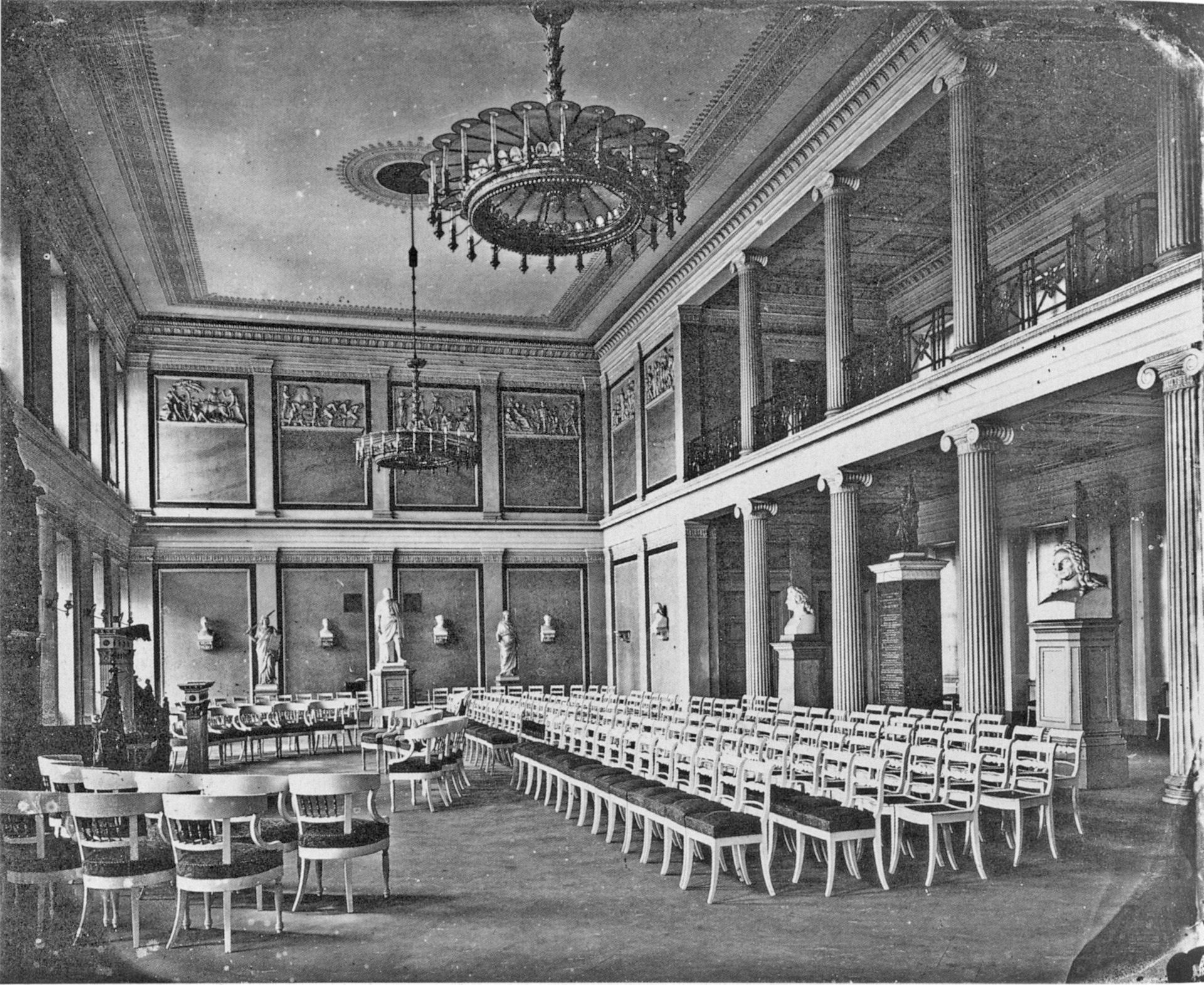
Aula des Augusteums, Fotografie von Hermann Walter (1890)
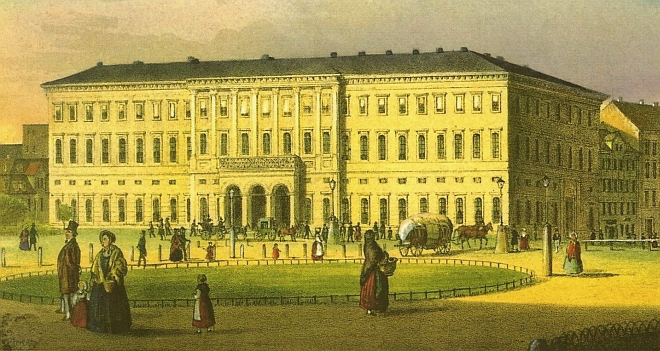
Neues Postgebäude am Augustusplatz (um 1840)
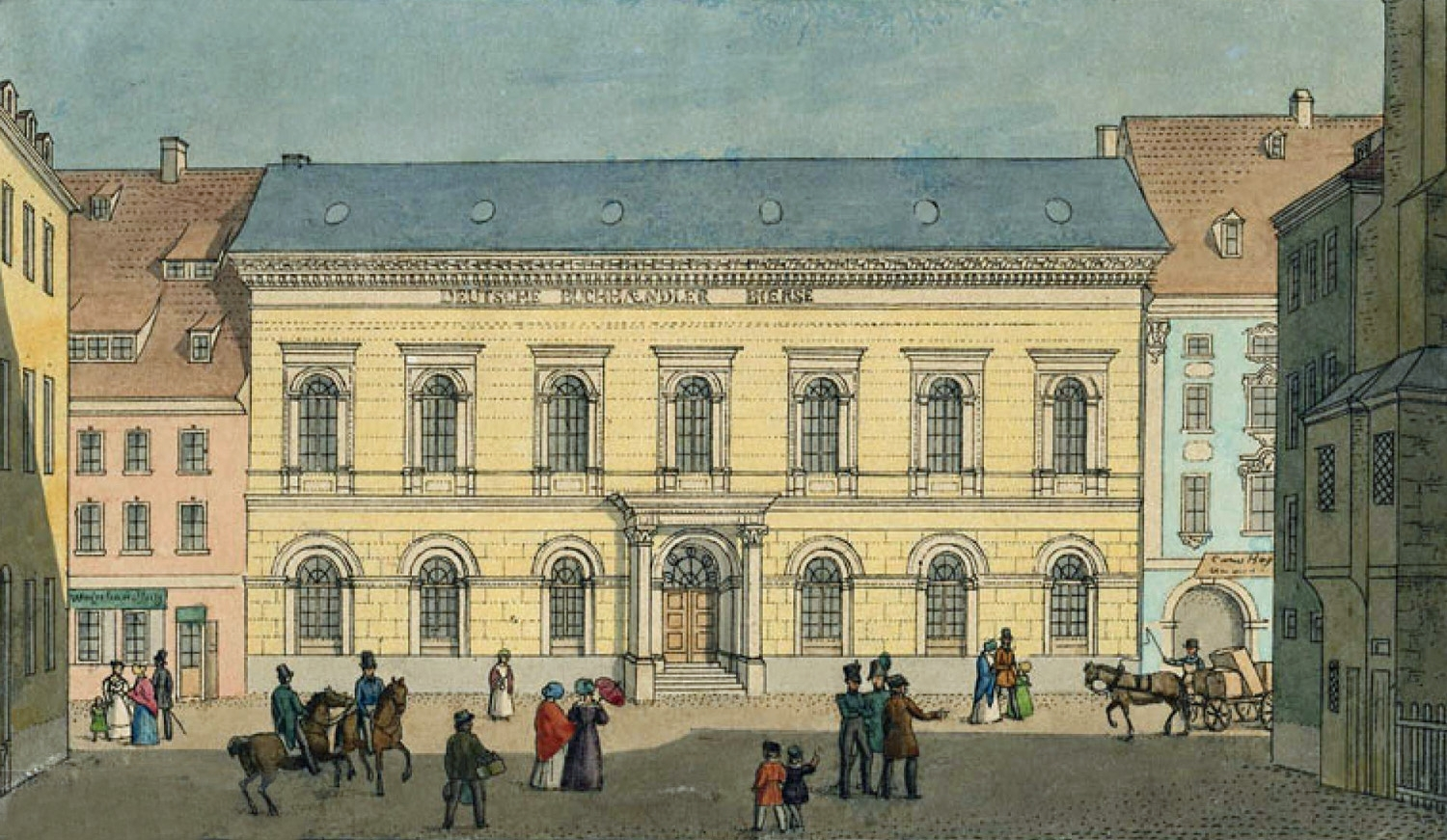
Buchhändlerbörse (1840)
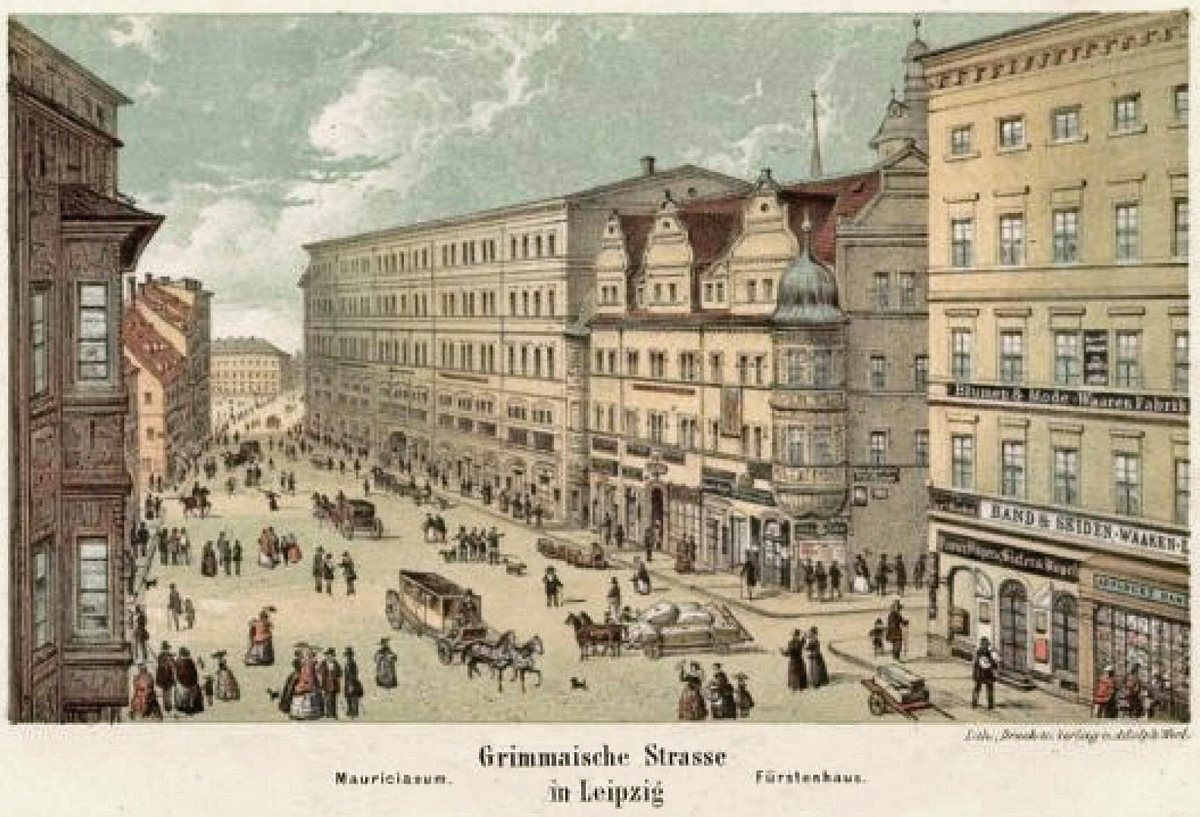
Mauricianum, rechts daneben das Fürstenhaus (um 1850)
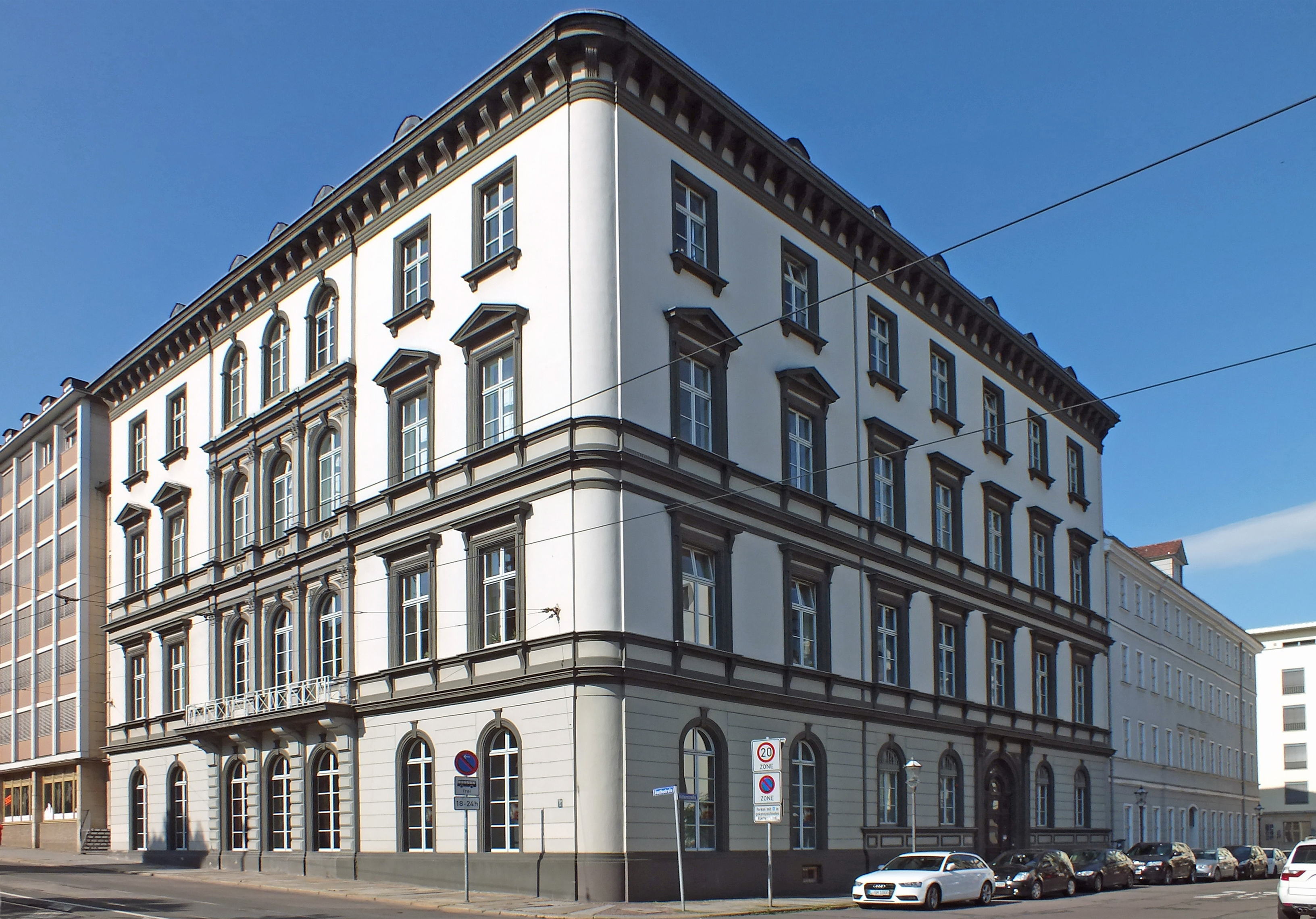
Das Königliche Palais, jetzt Rektorat der Universität (2013)

## Ehrungen
- Ritter des königlich-sächsischen Albrechts-Ordens[4]
- Ritter des herzoglich-sächsischen Ernestinischen Hausordens
- Straßenbenennung in einer Leipziger Kleinsiedlung zwischen den Stadtteilen Sellerhausen und Paunsdorf[5]
- Benennung des Hauptgebäudes als Geutebrück-Bau der Hochschule für Technik, Wirtschaft und Kultur Leipzig (HTWK), Richard-Lehmann-Straße 32 / Eckhaus zur Karl-Liebknecht-Straße

## Bauten (Auswahl)
- 1824: Lutherkirche in Waldenburg (Sachsen)
- 1826–1832: Haus Großer Blumenberg in Leipzig
- 1826–1832 / 1852–1853: Triersches Institut in Leipzig
- ab 1827: Bauten im Botanischen Garten in Leipzig
- 1830–1832: Postgebäude in Dresden
- 1830–1836: Augusteum in Leipzig
- 1834: Schützenhaus in Leipzig
- 1834–1836: Deutsche Buchhändlerbörse in Leipzig
- 1836–1838: Neue Post (Hauptpost) in Leipzig (Entwurf 1835 von Woldemar Hermann)
- 1836–1838: Umbau der Chorfassade der Paulinerkirche in Leipzig
- um 1837: Villa Geutebrück in Altenburg
- 1837–1839: II. Höhere Bürgerschule, seit 1923 Naturkundemuseum Leipzig
- 1842: Fridericianum in Leipzig
- 1842: Umbau des Konzertsaales des ersten Gewandhauses
- 1843–1845: Mittelpaulinum mit Anatomieflügel in Leipzig
- 1844: Konviktgebäude in Leipzig
- 1845–1846: Altes Lindenau-Museum auf dem Pohlhof in Altenburg
- 1846–1848: Mauricianum in Leipzig
- 1850–1852: Dorfkirche in Kleinpösna
- 1855–1856: Beguinen- und Böhrshaus in Leipzig
- 1857: Gebäude für das Anatomische Institut in Leipzig
- 1860–1861: Sternwarte in Leipzig
- 1860–1861: Königliches Palais in Leipzig